# Едрієн Броуді
Е́дрієн Броуді (англ. Adrien Nicholas Brody; нар. 14 квітня 1973, Нью-Йорк) — американський актор єврейського походження.
Володар кінопремій «Оскар» та «Сезар» 2003 року за роль польського єврея Владислава Шпільмана у фільмі Романа Полянського «Піаніст», яка також йому принесла всесвітню славу та визнання. У віці 29 років став наймолодшим володарем премії «Оскар» за найкращу чоловічу роль, а також другим наймолодшим американським актором, що здобув премію «Сезар» у тій же категорії.
За головну роль у драмі «Бруталіст» (2024) став фаворитом «сезону кінонагород», здобувши перші в кар'єрі премії «Золотий глобус» і BAFTA та другого після «Піаніста» «Оскара» за найкращу чоловічу роль.

## Життєпис
Едрієн Броуді народився 14 квітня 1973 року в Нью-Йорку. Єдиний син популярної фотографині Сільвії Плачі (єврейки по матері з Угорщини) і вчителя історії та художника Елліота Броуді, єврея з Польщі. Його прадід був поляком і емігрував до США перед Другою світовою війною.
Виріс в Вудгейвен (Woodhaven), районі середнього класу в нью-йоркському боро Квінз. Він відвідував Середню школу Джозефа Пулітцера. Коли Едрієну було 12 років, мати записала його до Академії драматичних мистецтв. Відвідував нью-йоркську середню школу Ла-Ґардіа (LaGuardia), де носив прізвисько «красунчик» (англ. beautiful boy).
В кінці 1980-х — на початку 1990-х років Едрієн Броуді працював на телебаченні і грав невеликі епізодичні ролі в кіно. У 13 років почав зніматися в рекламних роликах та зіграв у виставі одного з театрів Нью-Йорка. У 1988 році брав участь у престижному акторському курсі «Мистецтво акторського виконання». У віці 15 років зіграв свою першу головну роль у телевізійній драмі «Нарешті вдома» (англ. Home at Last, 1988), де зіграв сироту, який вчиться дорослому життю і працює на фермі. Закінчив Американську академію кінематографічних мистецтв і наук. Після навчання деякий час працював у театрі. Його кінодебютом була одна з трьох новел фільму «Нью-йоркські оповідання» (англ. New York Stories, 1989).
На початку 90-х років, разом з MC Hammer знімався у рекламі «Пепсі». в 1993 році Броуді виконав роль в драмі Стівена Содерберга «Цар гори», що стала його першою помітною роботою. Наступною вагомою для його акторської кар'єри подією, стала участь у фільмі режисера Терренса Маліка «Тонка червона лінія» в 1998 році.
У квітні 1999 року Броуді з'явився на обкладинці журналу Vanity Fair в якості перспективного молодого актора. У фільмі Спайка Лі «Криваве літо Сема», знятого в 1999 році, Броуді разом з низкою колег виконав пісню Hello from the Gutters, яка увійшла в саундтрек до фільму. За роль бармена Кріса Каллоуея у фільмі режисера Еріка Бросса «Ресторан» Едрієн Броуді був вперше номінований на кінематографічну нагороду — Independent Spirit Award — в категорії «краща чоловіча роль».
У 2001 році вийшов фільм режисера Петера Сірка «Гіркота любові», де Броуді зіграв шахрая Джека Грейса. За цю роль він отримав свою першу кінематографічну нагороду — VFAA — в номінації «Кращий актор».
Всесвітню популярність Едрієну Броуді принесло виконання ролі польсько-єврейського музиканта Владислава Шпільмана в драматичному фільмі Романа Поланскі «Піаніст». Актор обрав участь в цій картині, відмовившись від головної ролі в фільмі «Перл Харбор». В ході підготовки до зйомок у фільмі, Броуді вивчив твори Фридерика Шопена і схуд на 13 кг. За цю роль він отримав схвальні відгуки критиків і в 2003 році був нагороджений декількома номінаціями і нагородами, включаючи «Оскар», ставши наймолодшим актором-володарем цієї премії (йому було 29 років), а також став єдиним американським актором який отримав премію «Сезар».

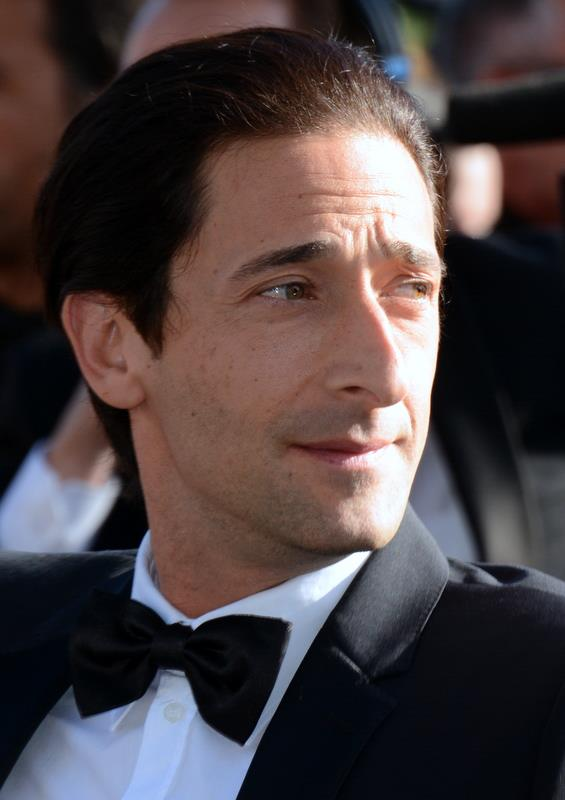
На Каннському кінофестивалі 2013 року

У 2004 році Броуді знявся у фільмах «Таємничий ліс» М. Найта Шьямалана і «Піджак» Джона Мейбері. Також в 2004 році журнал Esquire визнав Едрієна Броуді найстильнішим чоловіком Америки. У 2005 році він виконав роль Джека Дрісколла в кінокартині «Кінг-Конг» — черговому рімейку однойменного фільму 1933 року. У багатьох сценах він відмовився від послуг дублера.
У 2007 році Едрієн Броуді зіграв видатного іспанського тореро Мануеля Родрігеса Санчеса в картині «Манолете». Для ролі іспанця акторові знадобився іспанський акцент, для чого він відвідував заняття з іспанської мови. У тому ж році вийшла комедія режисера Веса Андерсона «Поїзд на Дарджилінг». У 2008 році Броуді зіграв дві головні ролі у фільмах «Брати Блум» і «Кадилак Рекордс». Також в 2008 році Броуді спробував себе в ролі композитора, написавши музичну тему до документального фільму про свою матір Сільвію Плачі як про фотографа — Self-Portrait with Cows Going Home and Other Works: A Portrait of Sylvia Plachy.
У квітні 2009 року Едрієн Броуді взяв участь в 33-х гонках Toyota Pro в Лонг-Біч в рамках заїзду Celebrity Race. Метою цього заходу був збір грошей для дитячих лікарень в окрузі Орандж, Каліфорнія.
У 2011 році у фільмі «Опівночі в Парижі» Броуді виконав роль Сальвадора Далі. У 2014 році він зіграв у фільмі «Готель „Гранд Будапешт“», який був номінований на безліч нагород, в тому числі, BAFTA і «Оскар».
У 2017 році Броуді зіграв роль головного антагоніста в четвертому сезоні популярного серіалу «Гострі картузи».
У 2024 році актор створив центральний образ угорського архітектора, який погоджується на реалізацію монументального проєкту, в епічній драмі «Бруталіст». Ця роль принесла Броуді перші в кар'єрі премії «Золотий глобус» і BAFTA та другий після «Піаніста» «Оскар» за найкращу чоловічу роль.

### Особисте життя
З 2006 року мав роман з акторкою Ельзою Патакі. Пара розійшлась у 2008 році.

## Фільмографія
| Рік  |   | Українська назва                     | Оригінальна назва                              | Роль                                 |
| ---- | - | ------------------------------------ | ---------------------------------------------- | ------------------------------------ |
| 2024 | ф | Бруталіст                            | The Brutalist                                  | Ласло Тот                            |
| 2023 | ф | Примарні                             | Ghosted                                        | Левек                                |
| 2023 | ф | Місто астероїдів                     | Asteroid City                                  | Шуберт Грін                          |
| 2023 | ф | Манодром                             | Manodrome                                      | Ден                                  |
| 2022 | ф | Як вони біжать                       | See How They Run                               | Лео Кеперник                         |
| 2022 | ф | Білявка                              | Blonde                                         | Артур Міллер                         |
| 2021 | ф | Французький вісник                   | The French Dispatch                            | Жульєн Кадаціо                       |
| 2021 | ф | Самотній вовк                        | Clean                                          |                                      |
| 2018 | ф | Повітряний удар                      | 大轰炸 (Dà Hōngzhà) / Air Strike               | Стів                                 |
| 2017 | ф | Ланцюговий пес                       | Bullet Head                                    | Стейсі                               |
| 2016 | ф | Журналіст                            | Manhattan Nocturne                             | Портер Рен, журналіст                |
| 2015 | ф | Вересні Шираза                       | Septembers of Shiraz                           | Ісаак                                |
| 2015 | ф | Відступ                              | Backtrack                                      | Пітер Бавер                          |
| 2015 | ф | Меч Дракона                          | 天将雄狮 (Tiān Jiàng Xióng Shī) / Dragon Blade | Тиберій                              |
| 2014 | ф | Пограбування по-американськи         | American Heist                                 | Френкі Келлі                         |
| 2014 | ф | Готель «Ґранд Будапешт»              | The Grand Budapest Hotel                       | Дмітрій Дезґоф унд Таксіс            |
| 2013 | ф | Третя персона                        | Third Person                                   | Скотт                                |
| 2013 | ф | Непристойна комедія                  | InAPPropriate Comedy                           | Гаррі                                |
| 2012 | ф | Згадуючи 1942 рік                    | 一九四二 (Yījǐusìèr) / Back to 1942            | Теодор Гарольд Вайт                  |
| 2011 | ф | Опівночі в Парижі                    | Midnight in Paris                              | Сальвадор Далі                       |
| 2011 | ф | Учитель на заміну                    | Detachment                                     | Генрі Бартс                          |
| 2010 | ф | Потерпілий                           | Wrecked                                        | чоловік                              |
| 2010 | ф | Експеримент                          | The Experiment                                 | Тревіс                               |
| 2010 | ф | Хижаки                               | Predators                                      | Ройс                                 |
| 2010 | ф | Круті кекси                          | High School                                    | Псих Ед                              |
| 2009 | ф | Химера                               | Splice                                         | Клайв Ніколі                         |
| 2009 | ф | Джалло                               | Giallo                                         | інспектор Енцо Лавіа / Джалло        |
| 2008 | ф | Кадилак Рекордс                      | Cadillac Records                               | Леонард Чесс                         |
| 2008 | ф | Брати Блум                           | The Brothers Bloom                             | Блум                                 |
| 2008 | ф | Манолете                             | Manolete                                       | Мануель Родрігес Санчес («Манолете») |
| 2007 | ф | Поїзд до Дарджилінга                 | The Darjeeling limited                         | Пітер Вітмен                         |
| 2006 | ф | Смерть супермена                     | Hollywoodland                                  | Луїс Сімо                            |
| 2005 | ф | Кінг-Конг                            | King Kong                                      | Джек Дрісколл                        |
| 2005 | ф | Піджак                               | The Jacket                                     | Джек Старкс                          |
| 2004 | ф | Таємничий ліс                        | The Village                                    | Ной Персі                            |
| 2003 | ф | Співочий детектив                    | The Singing Detective                          | гангстер                             |
| 2002 | ф | Піаніст                              | The Pianist                                    | Владислав Шпільман                   |
| 2002 | ф | Манекен                              | Dummy                                          | Стівен                               |
| 2001 | ф | Історія з намистом                   | The Affair of the Necklace                     | граф Ніколас Де Ла Мотт              |
| 2001 | ф | Гіркота кохання                      | Love the Hard Way                              | Джек Ґрейс                           |
| 2000 | ф | Квіти від Гаррісона                  | Harrison's Flowers                             | Кайл Морріс                          |
| 2000 | ф | Хліб і троянди                       | Bread and Roses                                | Сем Шапіро                           |
| 1999 | ф | Висоти свободи                       | Liberty Heights                                | Ван Куртцман                         |
| 1999 | ф | Кисень                               | Oxygen                                         | Гаррі                                |
| 1999 | ф | Літо Сема                            | Summer of Sam                                  | Річи Трінгл                          |
| 1998 | ф | Тонка червона лінія                  | The Thin Red Line                              | капрал Файф                          |
| 1998 | ф | Ресторан                             | Restaurant                                     | Кріс Келловей                        |
| 1997 | ф | Кров з молоком                       | Six Ways to Sunday                             | Арні Фінклстейн                      |
| 1997 | ф | Весілля трунара                      | The Undertaker's Wedding                       | Маріо Белліні                        |
| 1997 | ф | Останній раз, коли я здійснив суїцид | The Last Time I Committed Suicide              | Бен                                  |
| 1996 | ф | Соло                                 | Solo                                           | доктор Білл Стюарт                   |
| 1996 | ф | Куля                                 | Bullet                                         | Рубі Штейн                           |
| 1995 | ф | Нічого втрачати                      | Nothing to Lose                                | Рей Дільйованні                      |
| 1994 | ф | Янголи на краю поля                  | Angels in the Outfield                         | Денні Геммерлінг                     |
| 1993 | ф | Цар гори                             | King of the Hill                               | Лестер                               |
| 1991 | ф | До чортів собачих                    | The Boy Who Cried Bitch                        | Едді                                 |
| 1989 | ф | Нью-йоркські оповідання              | New York Stories                               | Мел (розділ «Життя без Зоуї»)        |

### Телебачення
| Рік  |    | Українська назва     | Оригінальна назва | Роль                                    |
| ---- | -- | -------------------- | ----------------- | --------------------------------------- |
| 2021 | с  | Чепелвейт            | Chapelwaite       | капітан Чарльз Бун                      |
| 2017 | с  | Гострі козирки       | Peaky Blinders    | Лука Чангретта (6 епізодів 4-го сезону) |
| 2016 | с  | Дайс                 | Dice              | камео (епізод: «Его»)                   |
| 2014 | с  | Гудіні (міні-серіал) | Houdini           | Гаррі Гудіні                            |
| 1996 | тф |                      | Bullet Hearts     | Чакі Брегг                              |
| 1994 | с  | Бунтівне шосе        | Rebel Highway     | Скінні (епізод: «Утікачі з тюрми»)      |
| 1988 | тф | Нарешті вдома        | Home at Last      | Біллі                                   |
| 1988 | с  | Енні Макгвайр        | Annie McGuire     | Ленні Макгвайр (2 серії)                |

### Озвучення
| Рік  |    | Українська назва                      | Оригінальна назва                                                     | Роль                         |
| ---- | -- | ------------------------------------- | --------------------------------------------------------------------- | ---------------------------- |
| 2009 | мф | Незрівнянний містер Фокс (мультфільм) | Fantastic Mr. Fox                                                     | Рікіті, польова миша (голос) |
| 2005 | вг | Кінг-Конг (офіційна гра за фільмом)   | King Kong: The Official Game of the Movie / Peter Jackson's King Kong | Джек Дрісколл (голос)        |

### Відео, короткометражні фільми
| Рік  |    | Українська назва  | Оригінальна назва                          | Роль    |
| ---- | -- | ----------------- | ------------------------------------------ | ------- |
| 2016 | кф | Збираймося разом  | Come Together: A Fashion Picture in Motion | Ральф   |
| 2015 | кф | Нудьга            | Boredom                                    | Денні   |
| 2015 | кф | Бібліотечна книга | The Library Book                           | Десмонд |
| 2015 | кф | Маскот            | The Mascot                                 | Адам    |

### Продюсер
| Рік  |   | Українська назва  | Оригінальна назва    | Роль                |
| ---- | - | ----------------- | -------------------- | ------------------- |
| 2016 | ф | Журналіст         | Manhattan Nocturne   | продюсер            |
| 2015 | ф | Вересні Шираза    | Septembers of Shiraz | виконавчий продюсер |
| 2015 | ф | документальний    | Stone Barn Castle    | виконавчий продюсер |
| 2011 | ф | Учитель на заміну | Detachment           | виконавчий продюсер |
| 2010 | ф | Потерпілий        | Wrecked              | виконавчий продюсер |
| 2009 | ф | Джалло            | Giallo               | продюсер            |

### Режисер
| Рік  |   | Українська назва | Оригінальна назва | Роль    |
| ---- | - | ---------------- | ----------------- | ------- |
| 2015 | ф | документальний   | Stone Barn Castle | режисер |

### Композитор
| Рік  |   | Українська назва                | Оригінальна назва                                                               | Роль       |
| ---- | - | ------------------------------- | ------------------------------------------------------------------------------- | ---------- |
| 2015 | ф | документальний                  | Stone Barn Castle                                                               | композитор |
| 2008 | ф | короткометражний документальний | Self-Portrait with Cows Going Home and Other Works: A Portrait of Sylvia Plachy | композитор |